# 31848 Mikemattei
31848 Mikemattei è un asteroide della fascia principale. Scoperto nel 2000, presenta un'orbita caratterizzata da un semiasse maggiore pari a 2,4016905 UA e da un'eccentricità di 0,1692229, inclinata di 13,40677° rispetto all'eclittica.